# 城关镇 (湟源县)
城关镇，是中华人民共和国青海省西宁市湟源县下辖的一个乡镇级行政单位。

## 行政区划
城关镇下辖以下地区：
城台社区、人民街社区、南小路社区、万安街社区、万丰社区、西大街社区、西关街社区、涌兴村、万丰村、纳隆口村、河拉台村、国光村、光华村、尕庄村和董家庄村。

## 交通
青藏铁路：湟源站